# Bälingesjön
Bälingesjön är en sjö i Perstorps kommun i Skåne och ingår i Rönne ås huvudavrinningsområde. Sjön är 5 meter djup, har en yta på 0,43 kvadratkilometer och är belägen 105 meter över havet.

## Delavrinningsområde
Bälingesjön ingår i det delavrinningsområde (622777-134503) som SMHI kallar för Ovan Perstorpsbäcken. Medelhöjden är 109 meter över havet och ytan är 87,27 kvadratkilometer. Det finns inga avrinningsområden uppströms utan avrinningsområdet är högsta punkten. Bäljane å som avvattnar avrinningsområdet har biflödesordning 2, vilket innebär att vattnet flödar genom totalt 2 vattendrag innan det når havet efter 53 kilometer. Avrinningsområdet består mestadels av skog (53 procent), öppen mark (18 procent) och jordbruk (20 procent). Avrinningsområdet har 0,43 kvadratkilometer vattenytor vilket ger det en sjöprocent på 0,5 procent.